# Babelomurex deburghiae
Babelomurex deburghiae is een slakkensoort uit de familie van de Muricidae. De wetenschappelijke naam van de soort is voor het eerst geldig gepubliceerd in 1857 door Lovell Augustus Reeve.